# 颌针目
颌针目，又稱颌针鱼目或鶴鱵目，是辐鳍鱼纲中的一个目，其中包括五个淡水和盐水的科。除異鱂科的鱼类外这些鱼全部是中等大小、身躯流线型、生活在水面、吃藻类植物、浮游生物或小动物（包括鱼类）的鱼。颌针鱼目鱼类的大部分为海鱼类，近海及半咸水浅海种类最多，远洋深海及淡水种类次之。一般均生活于水体的上层，这从其胸鳍位置较高及体色等也可知道。秋刀魚科及飞鱼科全为海鱼类。颌针鱼科与鱵科大部分为海鱼而一少部分为淡水鱼或能入淡水索食，这些淡水鱼类在淡水鱼类地理分布学中被称为边缘淡水鱼类（peripheral freshwater fishes）。
有些学者将颌针目分为異鱂亞目與鶴鱵亞目两个亚目：其中異鱂亞目只有一个科，異鱂科。过去这个科被分入鳉形目，但是后来的仔细研究认为它更靠近颌针目。